# Sojuz T-9
Sojuz T-9 – druga radziecka stała załoga (pierwszą była załoga Sojuza T-5 – Anatolij Bieriezowoj i Walentin Lebiediew), i czwarta załogowa wyprawa na pokład stacji kosmicznej Salut 7 (wysłanej na orbitę 19 kwietnia 1982).

## Przebieg misji
Dnia 28 czerwca 1983 roku kosmonauci połączyli się na orbicie z krążącym tam zespołem Salut 7 – Kosmos 1443 w jeden zespół o długości 38 m i masie łącznej 47 ton. Sam statek Kosmos 1443 miał rozmiary trzy razy większe od zazwyczaj używanych do transportu paliwa, żywności, wody i aparatury naukowo-badawczej statków typu Progress. Natychmiast po dokowaniu do stacji, załoga rozpoczęła wyładowywanie 3,5 tony ładunku z zacumowanego do stacji pojazdu Kosmos 1443 do wnętrza Saluta 7 oraz na zewnątrz statku, gdzie został rozłożony i zamocowany do stacji ekran fotowoltaiczny, służący zwiększeniu zaopatrzenia w energię stacji orbitalnej. Załadowano zbędnymi urządzeniami kapsułę lądownika Kosmosu 1433 i 14 sierpnia nastąpiło odłączenie członu od stacji, a 23 sierpnia jego lądownik powrócił na Ziemię z 250 kg ładunku (jego maksymalna ładowność wynosiła 500 kg). 17 sierpnia 1983 wystartował statek Progress 17 z zaopatrzeniem dla kosmonautów, a dwa dni później przybył do bazy Salut 7. Przez miesiąc – do 17 września – leciał przycumowany do niej, a dzień później uległ zniszczeniu w atmosferze. W dniu 26 września 1983 do bazy Salut 7 mieli polecieć w statku Sojuz T 10 Władimir Titow i Giennadij Striekałow, ale start rakiety nośnej się nie powiódł. W tym czasie do bazy pomyślnie dotarł towarowy Progress 18. Wystartował 20 października 1983, dwa dni później połączył się z Salutem 7. Rozładowano go w ciągu trzech tygodni i 13 listopada 1983 został odłączony od stacji i trzy dni uległ zniszczeniu w atmosferze.
W ciągu pięciu miesięcy pobytu na orbicie kosmonauci zrealizowali bogaty program obserwacji i badań naukowych (300 eksperymentów gospodarczych). Przeprowadzono badania akwenu Morza Czarnego według programu przygotowanego przez naukowców ZSRR, Polski, NRD, Rumunii i Mongolii, wykonano zdjęcia około 100 milionów km² powierzchni Ziemi.
27 lipca mały obiekt uderzył w iluminator Saluta 7, wybijając czteromilimetrowy krater, lecz nie przebijając zewnętrznej z dwóch szyb iluminatora. Uznano, że był to meteoryt, choć nie jest wykluczone, że był to śmieć orbitalny. We wrześniu, a więc w połowie misji, na skutek nieszczelności w układzie paliwowym stacji nastąpił wyciek materiałów pędnych. Wykorzystano wówczas obwód zapasowy, a do usunięcia awarii zaczęła się przygotowywać trzecia załoga podstawowa. 23 listopada 1983 roku Lachow i Aleksandrow powrócili po 149 dniach na Ziemię w swoim statku i baza Salut 7 pozostała bez załogi (wymiana tym razem nie była konieczna, bowiem Sojuz-T miał znacznie dłuższy „okres służby” niż Sojuz).